# Stefano Mancuso
Stefano Mancuso (Catanzaro, 9 mei 1965) is een Italiaans bioloog, hoogleraar plantkunde, en (mede-)auteur van een aantal bestsellers en tal van wetenschappelijke artikels. Zijn onderzoek naar de Waarnemings- en communicatievermogens in de plantenwereld hebben hem in de hele wereld bekendheid opgeleverd.

## Biografie
Naar eigen zeggen is zijn belangstelling voor planten pas op volwassen leeftijd ontstaan, tijdens zijn universitaire studies. In 2000 verhuist hij naar Firenze (Florence), en begint er les te geven aan de universiteit. In 2005 richt hij er een internationaal laboratorium voor neurobiologie op, om het gedrag van planten nader te bestuderen. In 2010 houdt hij een opgemerkte conferentie in Oxford over de manier waarop plantenwortels ondergronds navigeren, op zoek naar ruimte, water, voedingsstoffen en symbiose. In 2012 werkt hij binnen het Plantoïd-project mee aan het ontwerpen van een bio-geprogrammeerde robot die bepaalde functies van de plantenwortel imiteert. Zo zou het tuig een ontoegankelijk terrein kunnen verkennen, of een site die is gecontamineerd door een kernongeval of een bacteriologische aanval. In 2013 raakt hij wereldwijd bekend met zijn boek over de intelligentie van planten, met als co-auteur de onderzoeksjournaliste Allessandra Viola. In 2014 richt hij vanuit de Universiteit van Firenze een start-up voor plantaardige mimicry, en tekent hij een concept uit voor een zelfdrijvende serre, de « Jellyfish Barge ». In 2016 wordt hij adviseur-innovatie voor de Chileense regering.   